# Ben Kersten
Ben Kersten (* 21. September 1981 in Wollongong) ist ein australischer Bahn- und Straßenradrennfahrer.
Ben Kersten gewann 1998 bei den UCI-Bahn-Weltmeisterschaften der Junioren in Havanna die Goldmedaille im 1000-Meter-Zeitfahren und Silber im Teamsprint. Im Jahr darauf verteidigte er seinen Weltmeistertitel und gewann Gold im Teamsprint sowie Bronze im Sprint. 2003 wurde er erstmals australischer Meister im Zeitfahren und 2004 im Keirin. Außerdem gewann er bei den Oceania Games 2004 dreimal Gold und einmal Silber. Im Jahr 2005 wurde Kersten im Zeitfahren erneut australischer Meister, und er gewann in dieser Disziplin den Lauf des Bahnrad-Weltcups in Sydney. 2006 gewann er den Weltcup in Los Angeles, wurde vierfacher nationaler Meister, gewann im Zeitfahren die Goldmedaille bei den Commonwealth Games und Silber bei den Weltmeisterschaften. Im nächsten Jahr wurde er australischer Meister im Zeitfahren sowie im Omnium, und bei der Ozeanienmeisterschaft holte er Bronze im Teamsprint.
Auf der Straße gewann Ben Kersten 2005 eine Etappe bei der Tour of the Murray River. 2009 gewann er auf der Straße den Prolog der Tour of Atlanta, sowie den Cronulla International Grand Prix. 2010 fuhr er für das australische Continental Team Fly V Australia und gewann die Tour of Somerville.
Ben Kerstens älterer Bruder Joshua Kersten wurde 1995 Junioren-Weltmeister im 1000-Meter-Zeitfahren auf der Bahn.

## Erfolge – Bahn
1998
- Weltmeister – 1000-m-Zeitfahren (Junioren)
- Weltmeisterschaft – Teamsprint (Junioren)

1999
- Weltmeister – 1000-m-Zeitfahren (Junioren)
- Weltmeisterschaft – Sprint (Junioren)
- Weltmeister – Teamsprint (Junioren) mit Jobie Dajka und Mark Renshaw

2003
- Australischer Meister – 1000-m-Zeitfahren

2004
- Australischer Meister – Keirin

2005
- Australischer Meister – 1000-m-Zeitfahren
- Weltcup Sydney – 1000-m-Zeitfahren

2006
- Weltcup Sydney – 1000-m-Zeitfahren
- Australischer Meister – 1000-m-Zeitfahren
- Australischer Meister – Sprint
- Australischer Meister – Teamsprint mit Sean Dwight und Shaun Hopkins
- Australischer Meister – Keirin
- Commonwealth Games – 1000-m-Zeitfahren
- Weltmeisterschaft – 1000-m-Zeitfahren

2007
- Australischer Meister – 1000-m-Zeitfahren
- Australischer Meister – Omnium
- Ozeanienmeisterschaft – Teamsprint